# 瓦尔特·莱曼
瓦尔特·莱曼（德語：Walter Lehmann，1919年1月13日—2017年9月23日），瑞士前男子竞技体操运动员。他曾获得1948年夏季奥运会体操比赛男子个人全能、团体全能和单杠银牌。他于2017年9月去世，享年98岁。